# Pentagonia costaricensis
Pentagonia costaricensis es una especie de arbusto en la familia de las rubiáceas. Se encuentra en Centroamérica. 

## Descripción
Es un arbusto o arbolito ramificado, que alcanza un tamaño de hasta 20 m de alto, pubérulo a glabrescente. Las hojas ampliamente elípticas, de 20–55 cm de largo y 10–20 cm de ancho, el ápice obtuso, con la base redondeada a truncada, cartáceas, nervios secundarios 8–11 pares; pecíolos 2.5–7 cm de largo; estípulas 30–80 mm de largo. Las inflorescencias son cimosas, de 7–12 cm de largo y 5–15 cm de ancho, con pedúnculo 5–10 mm de largo, pedicelos 0–7 mm de largo; limbo calicino 2–4 mm de largo, sinuado a brevemente lobulado; corola infundibuliforme, cremosa a amarilla, tubo 16–20 mm de largo, lobos 3–6 mm de largo. Frutos 1.5–2 cm de diámetro.

## Distribución y hábitat
Se encuentra en los bosques húmedos en Costa Rica, Nicaragua, Panamá y Colombia. 

## Taxonomía
Pentagonia costaricensis fue descrita por (Standl.) W.C.Burger & C.M.Taylor y publicado en Fieldiana, Botany New Series 33: 213, f. 14, en el año 1993.
Sinonimia
- Nothophlebia costaricensis Standl.[2]